# 花山塚古墳
花山塚古墳（はなやまづかこふん/はなやまつかこふん）または花山西塚古墳（はなやまにしづかこふん）は、奈良県桜井市粟原にある古墳。形状は円墳と推定される。国の史跡に指定されている。
特異な磚槨式の横口式石槨を有する古墳として知られる。本項目では南東に所在する花山東塚古墳についても解説する。

## 概要

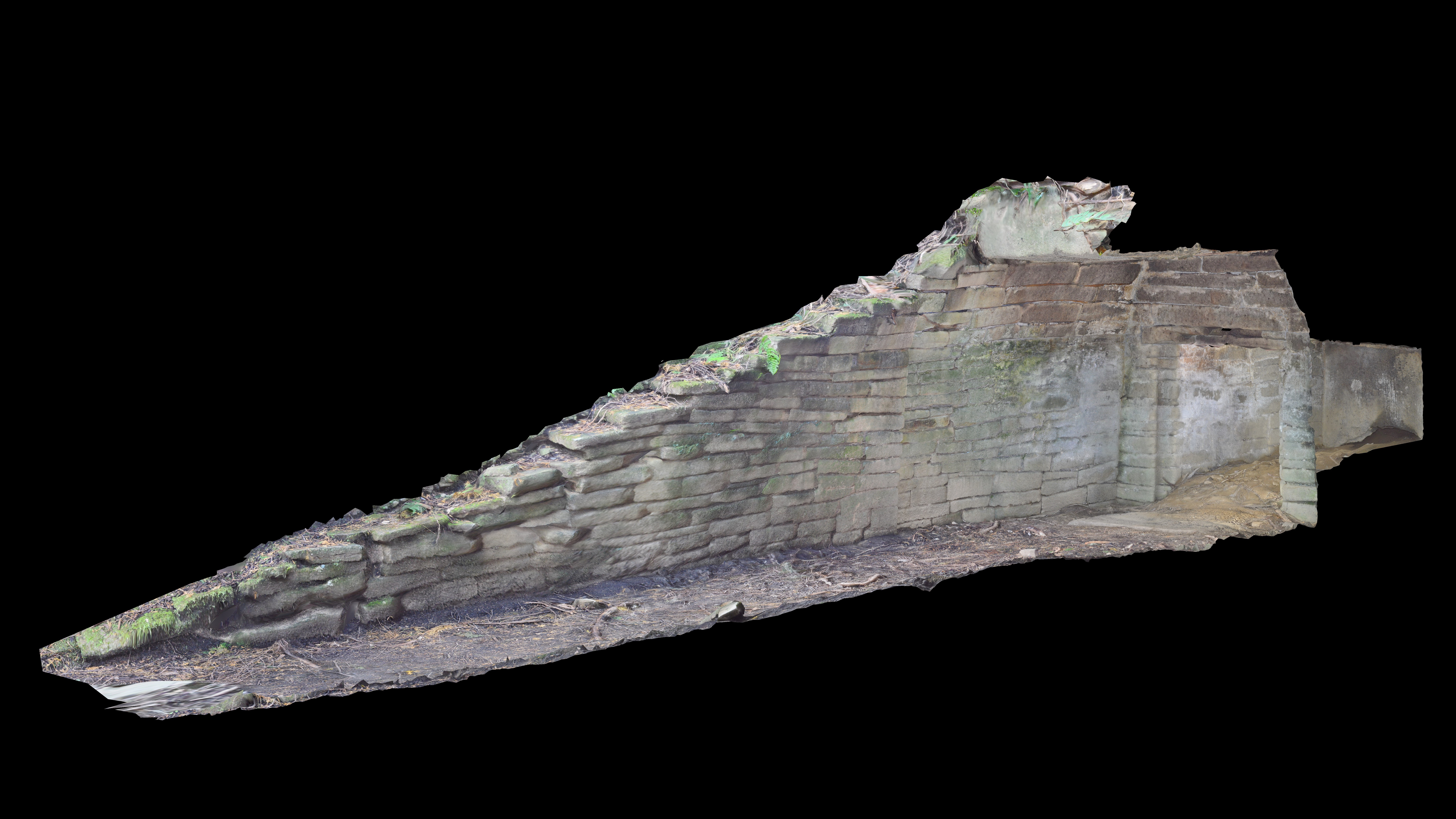
石室パース図

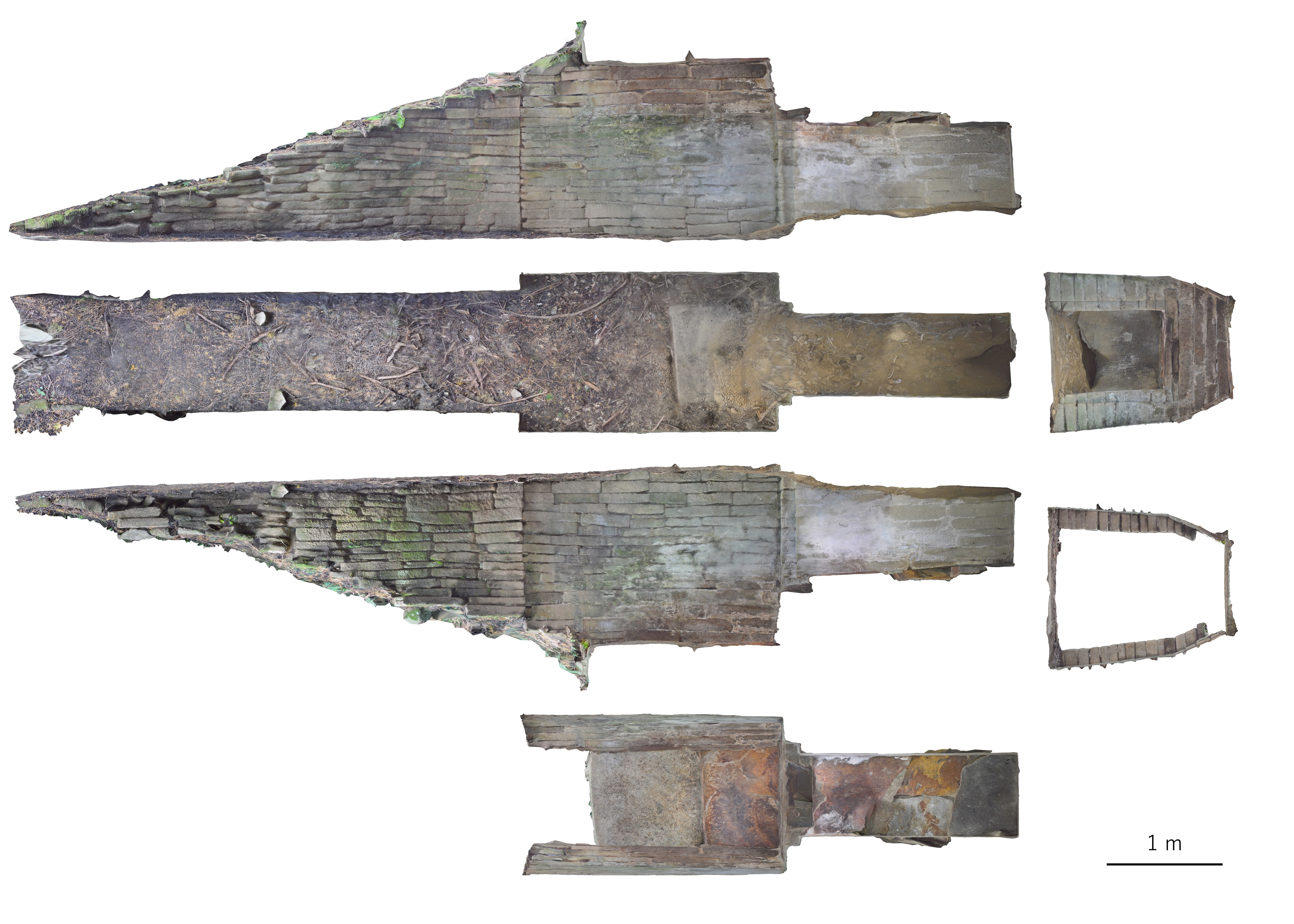
石室展開図

奈良盆地南東縁、女寄峠付近の尾根斜面に築造された古墳である。
墳丘は斜面を馬蹄形に掘り込んで整形したうえに構築されている。墳形は削平のため明らかでないが、円形と推定される。埋葬施設は磚槨式の横口式石槨で、南方向に開口する。壁はレンガ状に加工した石英粗面岩（榛原石）を積み漆喰で固めることで構築される。形態的には、玄室（前室）の前後に羨道・奥室を付すという大阪府の石棺系横口式石槨に類似する特徴を示す。石室規模は次の通り。
- 石室全長：6.2メートル以上
- 玄室（前室）：長さ約2.18メートル、幅1.36メートル、高さ約1.68メートル
- 奥室：長さ約2メートル、幅0.7メートル、高さ約1メートル
- 羨道：3メートル以上、幅約1.1メートル、高さ不明

玄室側壁は約1.2メートルまでは垂直、それ以上は持ち送る。天井石は花崗岩で2枚を遺存する。羨道は両袖式の形態で、天井石を全失しているため高さは明らかでない。奥室には底に板石が敷かれ、開口部には片開きの石扉を有した（奥に向かって左側に軸穴が残る）。現在は奥室前の床面に扉石があるが、付近の小学校で靴脱石として使われていたものの、本古墳のものと分かり戻されたという。玄室・奥室の壁面には全面に漆喰が塗られたと見られる。副葬品は明らかでない。
築造時期は、古墳時代終末期の7世紀後半頃と推定される。磚槨式の古墳は宇陀地方に類例が知られるが、朝鮮半島の百済・高句麗の墓制（磚槨墳）との類似が認められるため、渡来系豪族の墳墓と推測される。また花山東塚古墳とは、立地・石室技法の共通性から双墓とする説が挙げられている。
古墳域は1927年（昭和2年）に国の史跡に指定されている。

石室俯瞰図
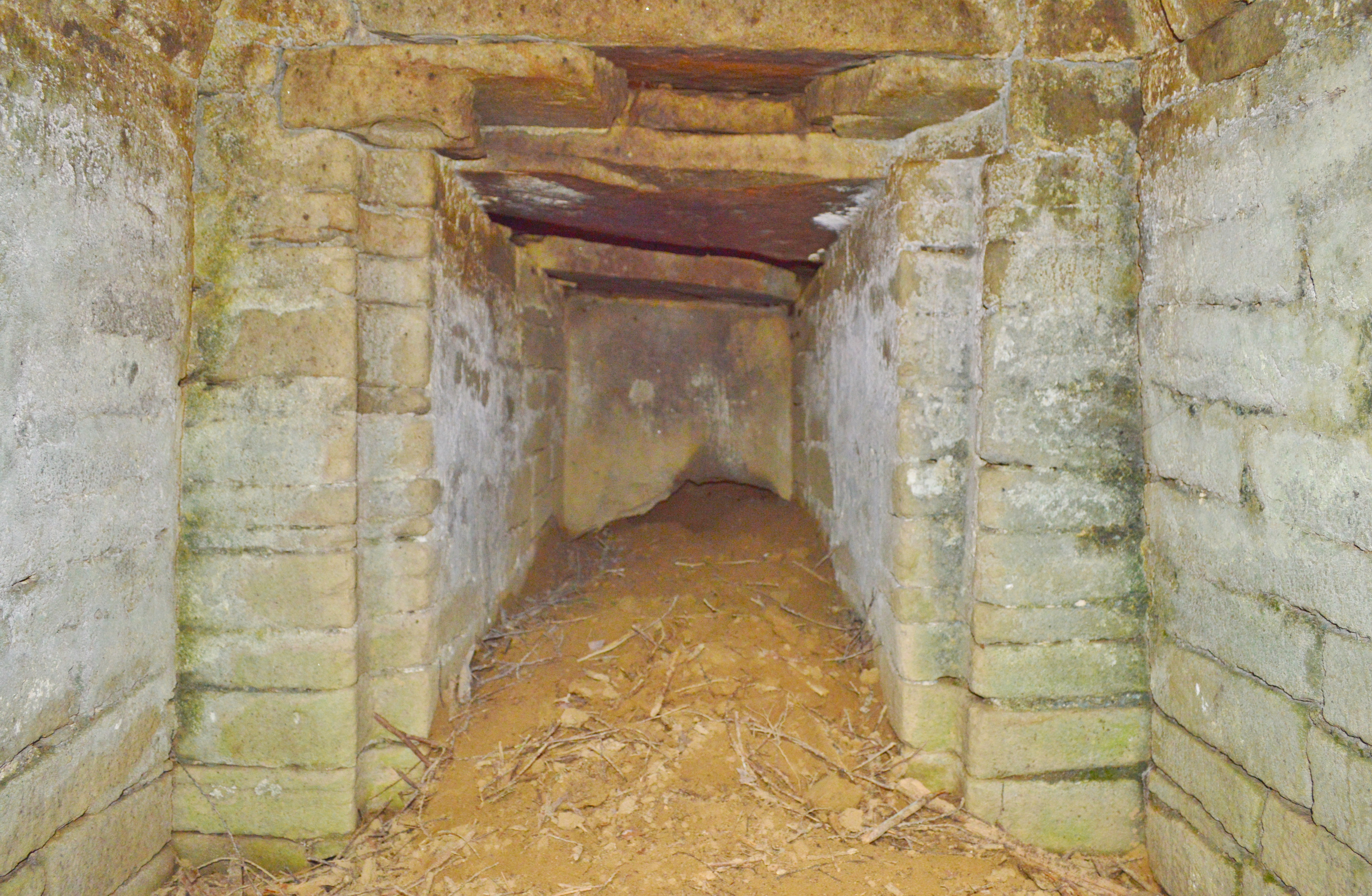
奥室 左上に石扉の軸穴が認められる。
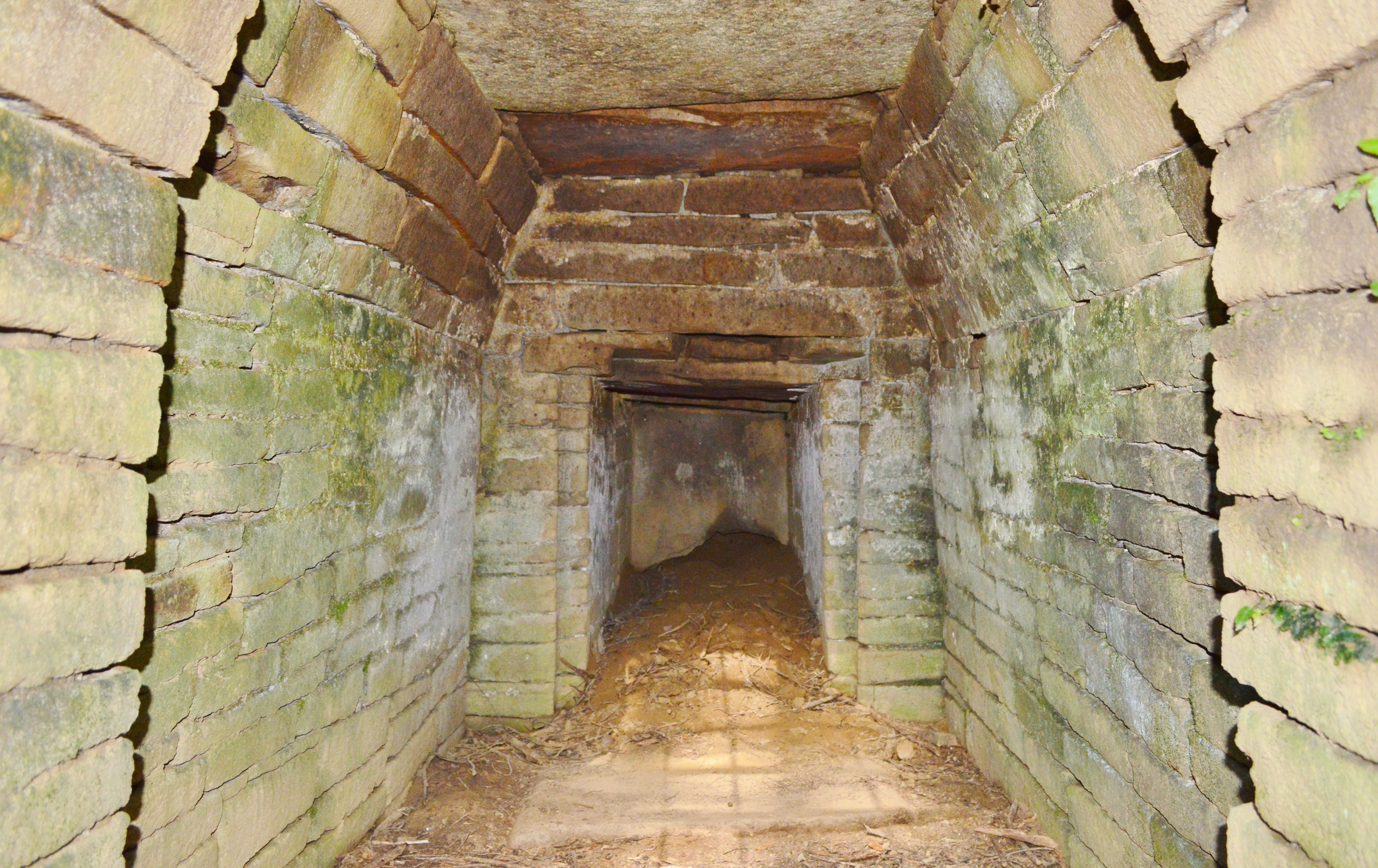
玄室 奥室前の床面に扉石。
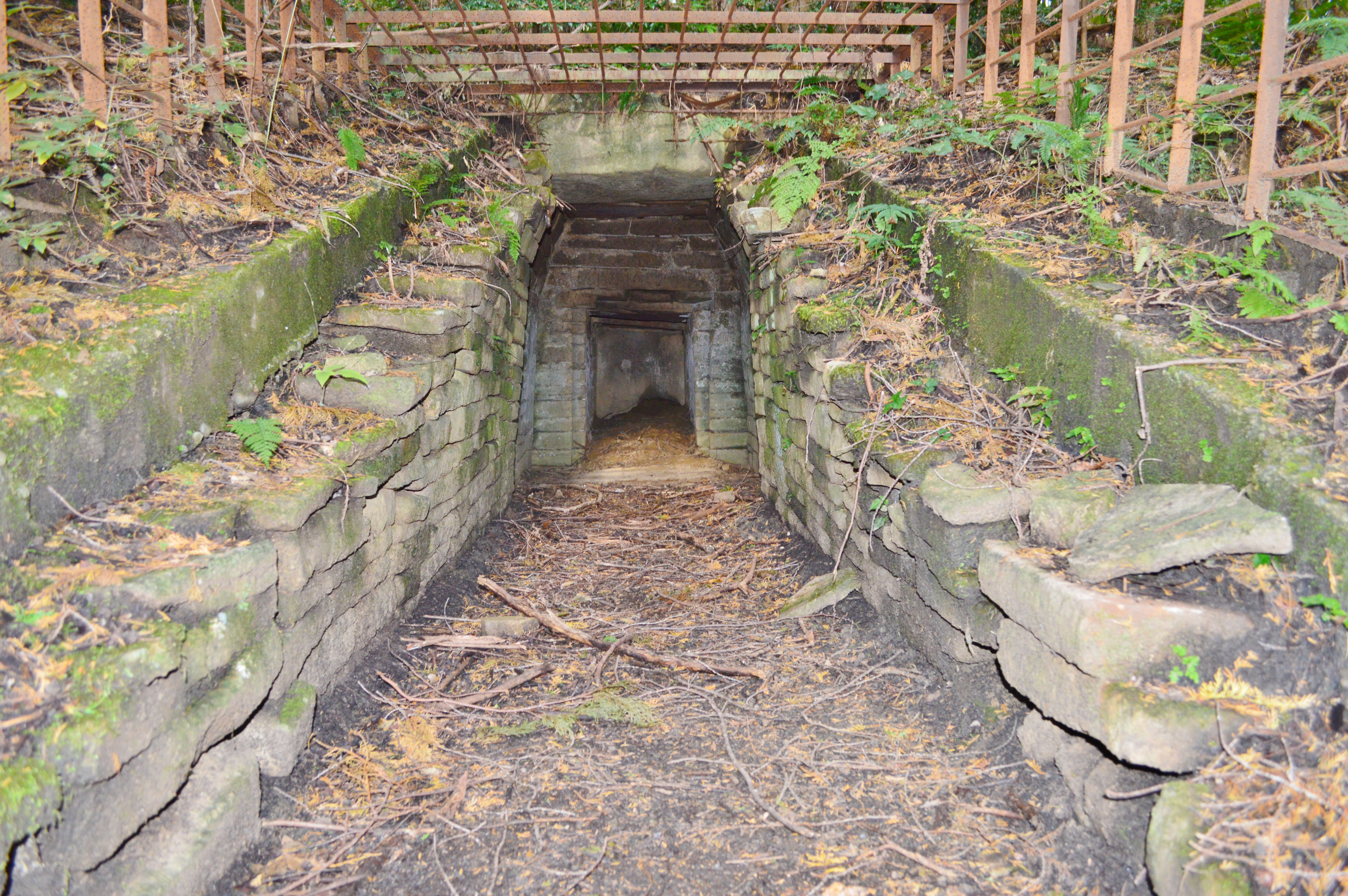
羨道

## 花山東塚古墳
花山東塚古墳（はなやまひがしづかこふん）は、花山西塚古墳の南東にある古墳。形状は円墳。
墳丘は斜面を馬蹄形に掘り込んで整形したうえに構築されている。墳形は円形で、直径約17メートル・高さ3.5メートルを測る。埋葬施設は磚槨式の横穴式石室で、南方向に開口するが、花山西塚古墳とは異なり奥室はない。壁はレンガ状に加工した石英粗面岩（榛原石）を積み漆喰で固めることで構築される。玄室は現存で長さ3.15メートル・幅1.72メートル・高さ1.9メートルを測り、羨道は破壊のため欠失している。
築造時期は、古墳時代終末期の7世紀後半頃と推定される。

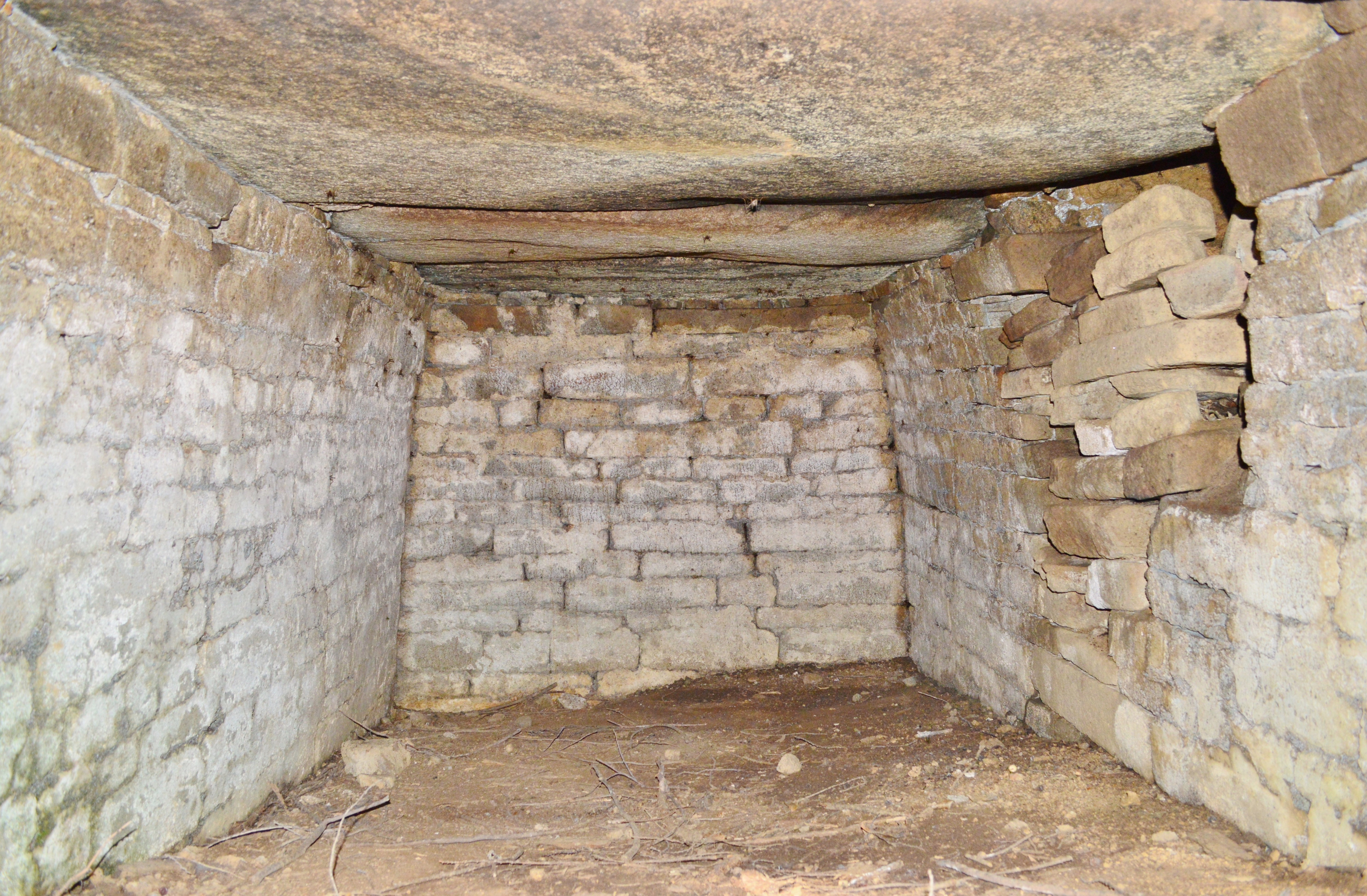
玄室

## 文化財

### 国の史跡
- 花山塚古墳 - 1927年（昭和2年）4月8日指定[5]。

## 関連文献
（記事執筆に使用していない関連文献）
- 桜井市教育委員会『桜井の横穴式石室（桜井の古文化財）』桜井市文化財協会、1987年。